# Amphiesma flavifrons
Amphiesma flavifrons е вид змия от семейство Смокообразни (Colubridae).

## Разпространение
Видът е разпространен в Бруней, Индонезия (Калимантан) и Малайзия (Сабах и Саравак).